# تشوغانلو (تشاراويماق)
تشوغانلو (بالفارسية: چوگانلو) هي مستوطنة تقع في قسم تشاراويماق المركزي في إيران. يقدر عدد سكانها بـ 274 نسمة .